# Sogn (Landschaft)

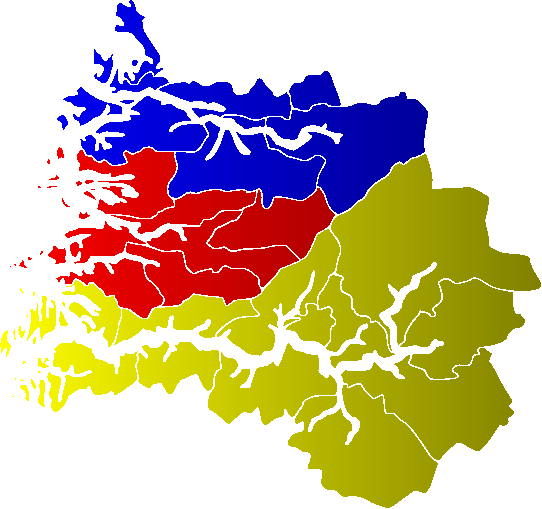
Karte von Sogn og Fjordane. Sogn ist gelb markiert.

Sogn ist ein historischer Distrikt im Westen von Norwegen (Vestlandet). Bis 2020 gehörte er zum Fylke Sogn og Fjordane. Dieses ging in der neu geschaffenen Provinz Vestland auf. 
Die Landschaft umschließt den Sognefjord. 
In Sogn liegen heute die Kommunen
Aurland,
Hyllestad,
Høyanger,
Gulen,
Luster,
Lærdal,
Sogndal,
Solund,
Vik und
Årdal.

## Geschichte
In der frühen Wikingerzeit war Sogn ein Kleinkönigreich. Bekannte Herrscher waren
- Harald Gullskjegg (Goldbart), Vater von Ragnhild, erste Frau von Halfdan dem Schwarzen
- Halfdan der Schwarze
- Harald Schönhaar

## Namensgebung
Der Name ist alt (norrön: Sygnafylkí) und hat seinen Ursprung im Namen des Sognefjordes. Sogn leitet sich ab von súga ‚saugen‘ und verweist auf die starken Strömungen der Gezeiten an der Mündung des Fjordes.

## Nachweise
1. ↑  Claus Krag: Vikingtid og rikssamling (Aschehougs Norgeshistorie), Oslo 2008.
2. ↑  Leiv Bergum: Sognefjorden, Leikanger 1998. ISBN 8279590005.